# Ensayos
Essais
L'eau-forte Ensayos (en français Essais) est une gravure de la série Los caprichos du peintre espagnol Francisco de Goya. Elle porte le numéro 60 dans la série des 80 gravures. Elle a été publiée en 1799.

## Interprétations de la gravure
Il existe divers manuscrits contemporains qui expliquent les planches des Caprichos. Celui qui se trouve au Musée du Prado est considéré comme un autographe de Goya, mais semble plutôt chercher à dissimuler et à trouver un sens moralisateur qui masque le sens plus risqué pour l'auteur. Deux autres, celui qui appartient à Ayala et celui qui se trouve à la Bibliothèque nationale, soulignent la signification plus décapante des planches.
- Explication de cette gravure dans le manuscrit du Musée du Prado :

« Poco a poco se va adelantando, ya hace pinitos y con el tiempo sabrá más que la maestra »

« Peu à peu ; il progresse, déjà il fait de petits pas et avec le temps il en saura plus que sa maîtresse d'école. »

- Manuscrit de Ayala : idem[4].
- Manuscrit de la Bibliothèque nationale :

« Dejar las labores del sexo; regañar continuamente los casados; robar y estar siempre como gatos, son ensayos y principios de cabronería. »

« Laisser les labeurs du sexe ; gronder continuellement les gens mariés ; voler et être toujours comme des chats, sont les essais et les débuts de l'adultère. »

Il s'agit d'une parodie d'initiation. Se boucher les oreilles entre mari et femme, délaisser le travail et être comme chien et chat. Goya fait ici référence à des pratiques attribuées à des femmes de Zugarramurdi (Logroño) qui furent condamnées par le tribunal de l'Inquisition en 1610-1611 et à une scène de sorcellerie qui lui a probablement été rapportée par Nicolás Fernández de Moratín.

## Technique de la gravure

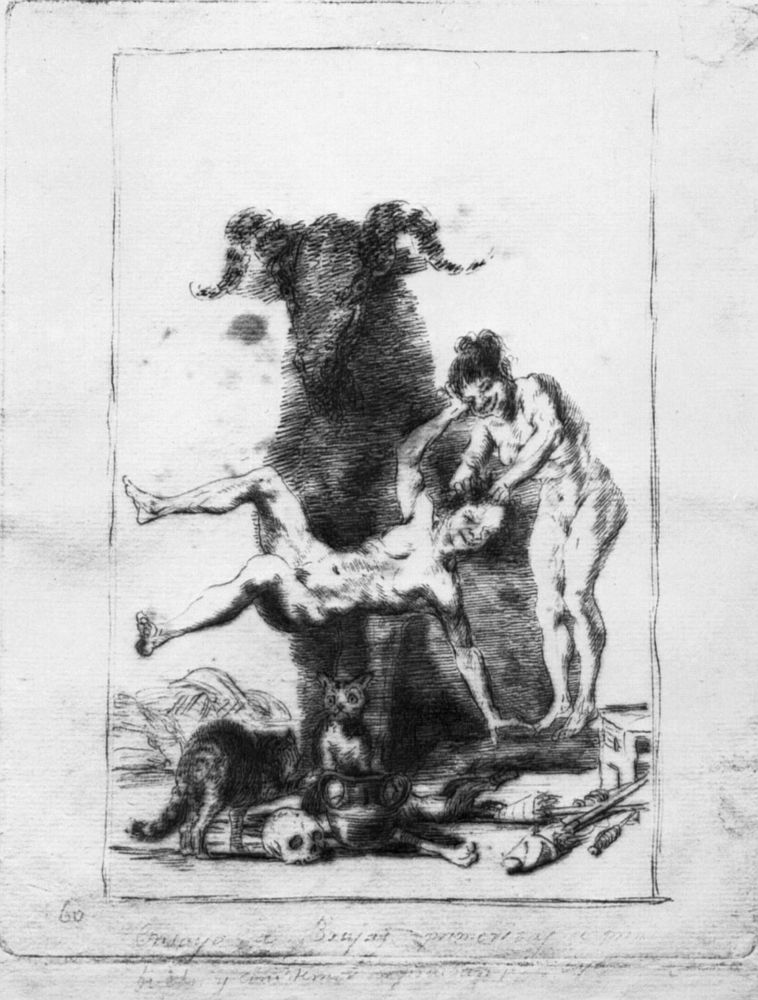
Dessin préparatoire.

L'estampe mesure 206 × 164 mm sur une feuille de papier de 306 × 201 mm.
Goya a utilisé l'eau-forte, l'aquatinte et le burin.
Le dessin préparatoire est à l'encre de noix de galle avec des traces de crayon noir. Dans la marge supérieure, au crayon : « 2º ». Dans la marge inférieure, au crayon : « 2º ». Dans la marge inférieure, au crayon : « Ensayo de Brujas primerizas de primer / buelo, y con temor se prueban pa trabajar ». En el margen izquierdo inferi: « Ensayo de Brujas primerizas de primer / buelo, y con temor se prueban pa trabajar ». Dans la marge inférieure gauche, au crayon : « 60 ». Le dessin préparatoire mesure 230 × 170 mm.

## Catalogue
- Numéro de catalogue G02147 de l'estampe au Musée du Prado.
- Numéro de catalogue D04222 du dessin préparatoire au Musée du Prado.
- Numéro de catalogue 51-1-10-60 au Musée Goya de Castres.